# 富太镇
富太镇，是中华人民共和国吉林省吉林市磐石市下辖的一个乡镇级行政单位。

## 行政区划
富太镇下辖以下地区：
富兴社区、解放村、富太村、中和村、柳杨村、司家村、东新村、四合村、三道岗村、南阳村、长岗村、南长岗村、黄瓜架村、徐家村和岫水村。